# 1998 في اليمن
فيما يلي قوائم الأحداث التي وقعت خلال عام 1998 في اليمن.

## سياسة

### تعيين في المنصب
- 29 أبريل – عبد الكريم الإرياني رئيس وزراء اليمن.
- 16 مايو – أحمد محمد الآنسي وزير الاتصالات وتقنية المعلومات.
- 16 مايو – محمد ضيف الله محمد وزير الدفاع اليمني.

### انتهاء فترة المنصب
- 16 مايو – أحمد محمد الآنسي وزير الاتصالات وتقنية المعلومات.
- 16 مايو – محمد ضيف الله محمد وزير الدفاع اليمني.

## مواليد

### يناير
- 1 يناير – نجود علي كاتبة يمنية.

### أغسطس
- 9 أغسطس – أحمد السروري لاعب كرة قدم يمني.

### مارس
- 14 مارس – عبد الرحمن الأرياني (مواليد 1910) رئيس اليمن الشمالي.